# إم. جيمس لورينز
إم. جيمس لورينز (بالإنجليزية: M. James Lorenz) هو قاضي ومحامي أمريكي، ولد في 1935 في باسادينا في الولايات المتحدة.